# Hospital Dr. Domingo Luciani
El Hospital Dr. Domingo Luciani (a veces conocido como Hospital General del Este) es un centro de salud público localizado en la Avenida Río de Janeiro, urbanización El Llanito, de la Parroquia Petare en el Municipio Sucre del Estado Miranda, al este de la ciudad de Caracas y al centro norte de Venezuela.
Recibe su nombre en honor del doctor Domingo Luciani, un médico cirujano y profesor venezolano, fallecido en 1979. Está adscrito al Instituto Venezolano de los Seguros Sociales, que depende del ministerio de Salud de Venezuela.